# Killer Women (série télévisée, 2005)
Pour les articles homonymes, voir Killer Women.
Pour le remake américain, voir Killer Women (série télévisée, 2014).
Killer Women (Mujeres asesinas) est une série télévisée argentine en 78 épisodes de 52 minutes créée d'après l'œuvre éponyme de Marisa Grinstein et diffusée entre le 19 juillet 2005 et le 25 mars 2008 sur Canal 13.
En France, la série est diffusée depuis le 7 janvier 2008 sur Jimmy.

## Synopsis
Cette série est une suite de portraits de femmes meurtrières, brossés d'après des faits divers réels.

## Distribution
- Christina Banegas : Milagros
- Eugenia Tobal : Joana
- Lucas Ferraro (deuxième saison) : Julián/Omar

## Épisodes
La liste ci-après respecte l'ordre de la diffusion originale en Argentine.

### Première saison (2005)
1. Marta Odera, une pieuse vengeance (Marta Odera, monja)
2. Ana, un amour acide (Ana D., mujer corrosiva)
3. Claudia Sobrero, la rage au bout du couteau (Claudia Sobrero, cuchillera)
4. Ana Maria Gomez Tejerina ou l'obstination du meurtre (Ana María Gomez Tejerina, asesina obstinada)
5. Emilia Basil, une étrange cuisinière (Emilia Basil, cocinera)
6. Clara ou l'insupportable soupçon (Clara, la fantasiosa)
7. Ana Maria Soba, une héritière infernale (Ana María Soba, heredera impaciente)
8. Graciela Hammer, l'allumeuse (Graciela Hammer, incendiaria)
9. Margarita Herlein, la veuve noire (Margarita Herlein, probadora de hombres)
10. Stella, l'insensible (Stella O., huérfana emocional)
11. Marta Bogado, telle mère telle fille (Marta Bogado, madre)
12. Margarita, la vipère (Margarita, la maldita)
13. Laura, complice jusqu'au bout (Laura E., encubridora)
14. Trois Femmes sous influence (Brujas incautas y la falsa mujer)
15. Lisa, la rêveuse (Lisa, la soñadora)
16. Nora, plus qu'une amie (Norah, amiga)
17. Sandra, la femme battue (Sandra, la gestora)
18. Candida, une épouse improvisée (Cándida, esposa improvisada)
19. La Vengeance de Patricia (Patricia, vengadora)
20. Ofélia, une amoureuse passionnée (Ofelia, enamorada)
21. Carmen, la mauvaise fille (Carmen, hija)
22. Cristina, la rebelle (Cristina, rebelde)

### Deuxième saison (2006)
1. Yiya Murano, l'empoisonneuse (Yiya Murano, envenenadora)
2. Titre français inconnu (Lucía, memoriosa)
3. Sœurs de sang (Hermanas de sangre)
4. Un amour de poisson (Irma, la de los peces)
5. Javiera, l'ingénue (Javiera, ingenua)
6. Léonor, une belle-mère cruelle (Leonor, madrastra)
7. Titre français inconnu (Laura, abandonada)
8. Titre français inconnu (Susana, dueña de casa)
9. Titre français inconnu (Laura, madre amante)
10. Titre français inconnu (Elvira, madre abnegada)
11. Titre français inconnu (Gloria, despiadada)
12. Titre français inconnu (Felisa, desesperada)
13. Titre français inconnu (Isabel, enfermera)
14. Titre français inconnu (Ana, sometida)
15. Titre français inconnu (Ema, costurera)
16. Titre français inconnu (Cecilia, hermana)
17. Titre français inconnu (María, creyente)
18. Titre français inconnu (Mercedes, virgen)
19. Titre français inconnu (Andrea, bailantera)
20. Titre français inconnu (Carmen, honrada)
21. Titre français inconnu (Blanca, operaria)
22. Titre français inconnu (Elena, protectora)
23. Titre français inconnu (Ramona, justiciera)
24. Titre français inconnu (Sandra, confundida)
25. Titre français inconnu (Eliana, cuñada)
26. Titre français inconnu (Soledad, cautiva)
27. Titre français inconnu (Olga, encargada)
28. Sofia, la fille à papa (Sofía, nena de papá)
29. Titre français inconnu (Mónica, acorralada)
30. Titre français inconnu (Mara, alucinada)
31. Titre français inconnu (Rosa, soltera)
32. Titre français inconnu (Nélida, tóxica)
33. Titre français inconnu (Silvia, celosa)
34. Titre français inconnu (Próspera, arrepentida)
35. Titre français inconnu (Pilar, esposa)
36. Titre français inconnu (Paula, bailarina)
37. Titre français inconnu (Leticia, codiciosa)

### Troisième saison (2007)
1. Titre français inconnu (Rita, burlada)
2. Titre français inconnu (Milagros, pastora)
3. Titre français inconnu (Nora, ultrajada)
4. Titre français inconnu (Blanca, perdida)
5. Titre français inconnu (Sonia, desalmada)
6. Titre français inconnu (Claudia, herida)
7. Titre français inconnu (Perla, anfitriona)

### Quatrième saison (2008)
1. Titre français inconnu (Dolores, poseída)
2. Titre français inconnu (Thelma, impaciente)
3. Titre français inconnu (Marta, manipuladora)
4. Titre français inconnu (Marcela, lastimada)
5. Titre français inconnu (Azucena, vengativa)
6. Titre français inconnu (Alicia, deudora)
7. Titre français inconnu (Juana, instigadora)
8. Titre français inconnu (Marga, víctima)
9. Titre français inconnu (Nina, desconfiada)
10. Titre français inconnu (Carolina, humillada)
11. Titre français inconnu (Noemí, desquiciada)
12. Titre français inconnu (Lorena, maternal)

## Commentaires
Cette série connaît un succès considérable en Argentine où elle a reçu de nombreuses récompenses.
Elle a également fait l'objet de trois adaptations : une colombienne, une mexicaine et une américaine.